# Asphondylia caudicis
Asphondylia caudicis är en tvåvingeart som beskrevs av Gagne 1986. Asphondylia caudicis ingår i släktet Asphondylia och familjen gallmyggor. Inga underarter finns listade i Catalogue of Life.